# Мадре, Хосе де
Хосе Комте де Мадре (исп. José Comte De Madre; 17 сентября 1862, Мёдон, Франция — 2 января 1934, Париж, Франция) — испанский игрок в поло, серебряный призёр летних Олимпийских игр 1900.
На Играх 1900 Мадре входил в состав третьей смешанной команды, которая сразу прошла в полуфинал, где выиграла у мексиканской сборной и прошла в финал. В заключительном матче она проиграла другой смешанной команде, и получила серебряные медали.